# Núria Prims
Núria Prims, née le 29 septembre 1972 à Barcelone, est une actrice espagnole de télévision et de cinéma. 

## Biographie et carrière
Núria Prims naît le 29 septembre 1972 à Barcelone.
Elle apparaît d'abord à la télévision dans un grand nombre de séries et de productions catalanes, mais c’est sa participation à la série Hospital Central, qui la fait connaître au niveau national. Elle poursuit sa carrière en alternant projets cinématographiques et télévisuels.
En 1995 elle participe au film de Montxo Armendáriz, Historias del Kronen, présenté au Festival de Cannes,, adaptation  du roman à succès de José Ánel Mañas, finaliste du Prix Nadal en janvier 1994. En 1996, elle joue dans d'autres films Un corps dans la forêt et El domini del sentits (La domination des sens) : cinq réalisatrices y évoquent leur appréhension du monde des cinq sens. À partir de 1997, on la retrouve dans plusieurs films dont Los Años barbaros (Les Années volées)  de Fernando Colomo, Saïd  dirigé par Lorenzo Sole, Tiempos de  azúcar de Juan Luis Iborra et Inconscientes  de Joaquín Oristrell.
Dans le même temps, l'actrice poursuit sa carrière télévisuelle. En 1996, dans la telenovela Nissaga de poder, production de télévision autonome catalane, elle  tient  le rôle de Mariona M et obtient  un énorme succès dans un personnage très populaire en Catalogne. Par la suite elle joue dans d'autres séries telles que La caverna, 16 doubles, Genèse : dans l'esprit du meurtrier ou El espejo. En 2009, Núria Prims rejoint la série Hospital Central  au moment où celle-ci  a déjà  gagné en popularité en Espagne. L’actrice  y joue le rôle  d’une urgentiste, Doctora Leyre Durán, mariée à Jacobo, en qui elle a toute confiance, alors que lui la méprise.   
En 2017 elle retrouve le cinéma avec Incerta glòria, d'Agustí Villaronga, adaptation du roman éponyme de l'écrivain catalan Joan Sales i Vallès. Elle y joue le rôle principal, celui de Carlana, une femme prise dans les conflits de la guerre d'Espagne et qui essaie de survivre malgré tout. « Tots  portem una Carlana a dins » (« Nous portons toutes une Carlana  en nous-même »), déclare Núria Prims quand  on lui remet le Prix Gaudí du meilleur film en langue catalane pour son interprétation dans Incerta glòria.

## Filmographie principale

### Cinéma
- 1995 : Les Histoires du Kronen (Historias del Kronen)[11]de Montxo Armendári.
- 1996 : Un corps dans la forêt  de Joaquín Jordà .
- 1996 : El domini del sentits de María Ripoli.
- 1998 : Chance d’Ernesto Telleri.
- 1998 : Los Años barbaros[12] de Fernando Colomo.
- 1999 : Sobreviviré, Raisons de vivre de Alfonso Albacete et David Menkes.
- 1999 : Saïd de Lorenzo Soler.
- 2001: Tiempos de azúcar[13] de Juan Luis Iborra.
- 2004 : Inconscientes de Joaquín Oristrell.
- 2017 :Incerta glòria[14] d' Agustí Villaronga.

### Télévision
- 1996 Nissaga de poder :  Mariona Montsolís.
- 2000 La caverna : Alice.
- 2002-2003 16 doubles : Cristina Bofill.
- 2007 Génesis: Dans l'esprit du meurtrier : Nuria.
- 2008 El espejo: Montse.
- 2005 Hospital Central : Clara.
- 2009 Hospital Central : Dra. Leyre Durán.

## Prix
- 2000 : Grand Prix d'interprétation au Festival de Montpellier[15] pour son rôle dans  Un T...  avec  toi d'Isabel Gardela.
- 2017 : Prix Sant Jordi Film pour Gloire Incertaine: meilleure actrice dans un film espagnol[16].
- 2018 : Prix Gaudi pour Incerta glòria d'Agustí Villaronga, meilleure actrice principale[17].